# Ludospace
Dit overzicht is mogelijk incompleet; u kunt helpen door het uit te breiden.

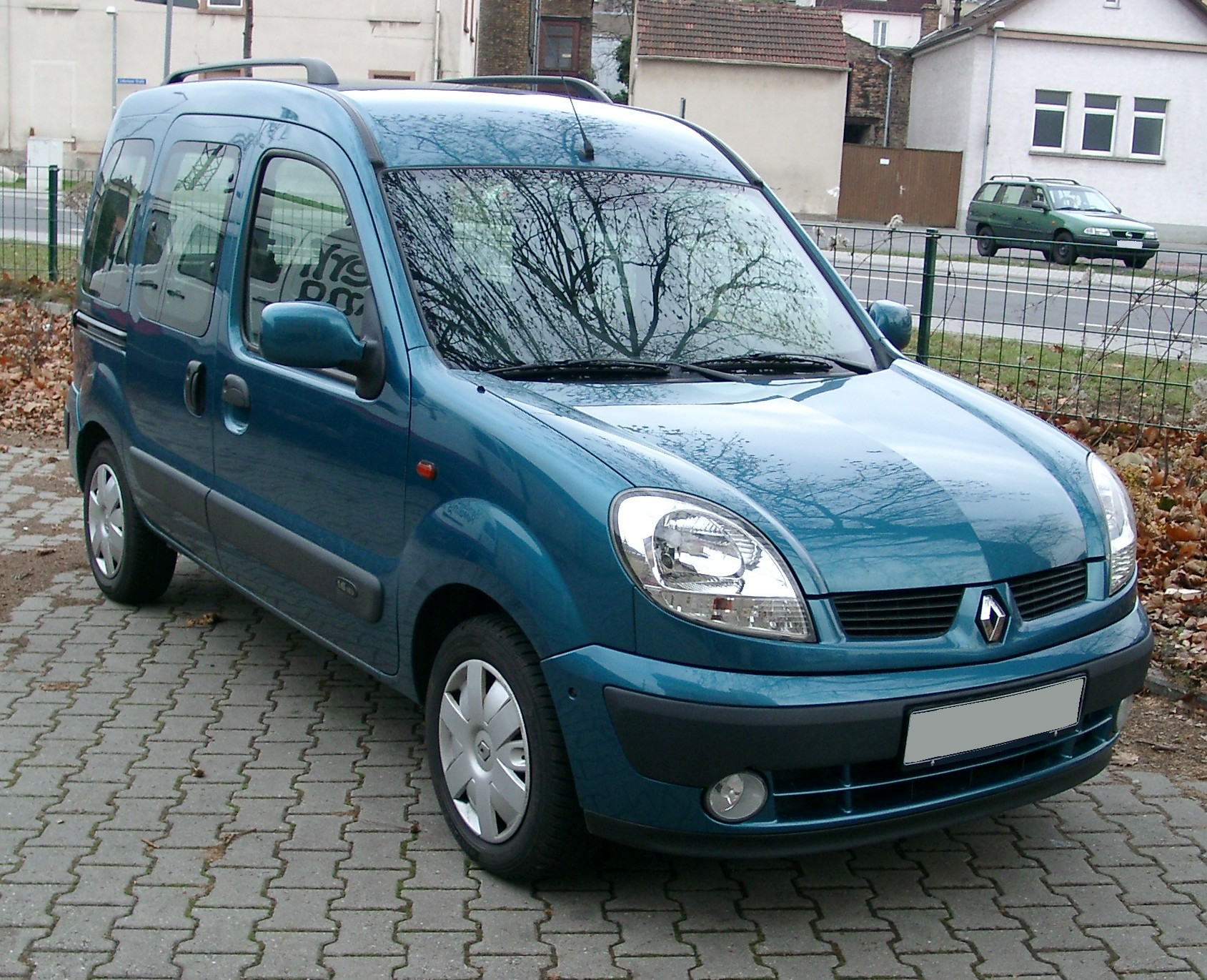
Renault Kangoo

Een ludospace is een type personenauto met veel binnenruimte, vooral door zijn hoogte, en veel praktische mogelijkheden. De auto's zijn gebaseerd op een kleine bestelauto. In Duitsland worden deze auto's Hochdachkombis genoemd, in Engelstalige landen leisure activity vehicles en in Italië multispazio; in Vlaanderen en, in mindere mate, Nederland wordt de van oorsprong Franse benaming ludospace gebruikt.
Voorbeelden zijn de Peugeot Partner, de Škoda Roomster, de Fiat Doblò, de Citroën Berlingo, de Dacia Dokker, de Ford Tourneo Courier, de Mercedes-Benz Vaneo en Citan, de Opel Combo en de Renault Kangoo.